# Quintanilla Socigüenza
Quintanilla Socigüenza es un lugar del municipio español de Villarcayo de Merindad de Castilla la Vieja, perteneciente a la provincia de Burgos, en la comunidad autónoma de Castilla y León.

## Historia
Hacia mediados del siglo XIX, el lugar, por entonces perteneciente al ayuntamiento de Merindad de Castilla la Vieja, tenía contabilizada una población de diecinueve habitantes. Aparece descrito en el decimotercer volumen del Diccionario geográfico-estadístico-histórico de España y sus posesiones de Ultramar de Pascual Madoz con las siguientes palabras:

QUINTANILLA SOSIGUENZA: l. de la prov., dióc., aud. terr. y c. g. de Búrgos (15 leg.), part. jud. de Villarcayo (2), y ayunt. titulado de la merind. de Castilla la Vieja. sit. en un llano donde le combaten todos los vientos, reinando principalmente el N. y O.: su clima es frio y las enfermedades que por lo regular se padecen son los constipados. Este pueblo es felig. de Villarcayo y tiene 6 casas; buenos paseos naturales y una ermita (San Vicente) con cementerio junto á ella, en la cual no se celebra misa hace años: los moradores se surten para beber y demas usos de las aguas del r. Nela que son delgadas y buenas. El térm. confina N. Villacanes; E. Villarcayo; S. Ciguenza, y O. Casillas. Su terreno es secano, arenoso y de mediana calidad, corriendo por él el citado r. que marcha en direccion de O. á E. caminos: los de servidumbre; y la correspondencia se recibe de la cap. del part. prod.: trigo, centeno, cebada, maiz, habas y patatas; cria ganado lanar; caza de codornices, y pesca de truchas, barbos y alguna que otra anguila. ind.: la agrícola y un molino harinero. pobl. 5 vec., 19 alm. cap. prod.: 305,400. imp.: 11,887 rs.
(Madoz, 1849, pp. 339-340)

En la actualidad, pertenece al municipio de Villarcayo de Merindad de Castilla la Vieja.